# Mirela Balić
 (mai 2025).
La mise en forme du texte ne suit pas les recommandations de Wikipédia : il faut le « wikifier ».
Les points d'amélioration suivants sont les cas les plus fréquents. Le détail des points à revoir est peut-être précisé sur la page de discussion.
- Les titres sont pré-formatés par le logiciel. Ils ne sont ni en capitales, ni en gras.
- Le texte ne doit pas être écrit en capitales (les noms de famille non plus), ni en gras, ni en italique, ni en « petit »…
- Le gras n'est utilisé que pour surligner le titre de l'article dans l'introduction, une seule fois.
- L'italique est rarement utilisé : mots en langue étrangère, titres d'œuvres, noms de bateaux, etc.
- Les citations ne sont pas en italique mais en corps de texte normal. Elles sont entourées par des guillemets français : « et ».
- Les listes à puces sont à éviter, des paragraphes rédigés étant largement préférés. Les tableaux sont à réserver à la présentation de données structurées (résultats, etc.).
- Les appels de note de bas de page (petits chiffres en exposant, introduits par l'outil «  Source ») sont à placer entre la fin de phrase et le point final[comme ça].
- Les liens internes (vers d'autres articles de Wikipédia) sont à choisir avec parcimonie. Créez des liens vers des articles approfondissant le sujet. Les termes génériques sans rapport avec le sujet sont à éviter, ainsi que les répétitions de liens vers un même terme.
- Les liens externes sont à placer uniquement dans une section « Liens externes », à la fin de l'article. Ces liens sont à choisir avec parcimonie suivant les règles définies. Si un lien sert de source à l'article, son insertion dans le texte est à faire par les notes de bas de page.
- La présentation des références doit suivre les conventions bibliographiques. Il est recommandé d'utiliser les modèles {{Ouvrage}}, {{Chapitre}}, {{Article}}, {{Lien web}} et/ou {{Bibliographie}}. Le mode d'édition visuel peut mettre en forme automatiquement les références.
- Insérer une infobox (cadre d'informations à droite) n'est pas obligatoire pour parachever la mise en page.

Pour une aide détaillée, merci de consulter Aide:Wikification.
Si vous pensez que ces points ont été résolus, vous pouvez retirer ce bandeau et améliorer la mise en forme d'un autre article.
 (mai 2025).
Pour les articles homonymes, voir Balić (homonymie).
Mirela Balić Stefanović, née le 27 août 1999 à Madrid, est une actrice espagnole d'origine  croate et serbe, connue par ses rôles dans la série télévisée Zorras en tant qu'Emily, Tu tambien lo harias (en espagnol : Tú también lo harías) en tant que Leyre Palacios, Cristo y rey en tant que Cata et Élite en tant que Chloe.

## Biographie

### Jeunesse
(mars 2024).
Mirela Balić s'est formée dans sa jeunesse au Conservatoire professionnel de musique Amaniel, en vue de devenir violoncelliste professionnelle, profession qu'elle abandonné pour se consacrer au théâtre.  
Elle est diplômée en interprétation textuelle de l'Académie royale supérieure d'art dramatique de Madrid. 

### Carrière
Mirela commence sa carrière à travers le théâtre, après des rôles au cinéma et la télévision. Elle se fait connaître au public à travers son rôle dans la série Atresmedia Cristo y rey, dans laquelle a interprété le personnage de Cata.
En 2023, Mirela obtient le rôle d'Emily dans la série de Atresmedia Zorras, aux côtés des actrices Andrea Ros et Tai Fati. Elle joue également le rôle de Chloe dans la saison 7 de la série de Netflix Élite.

## Filmographie

### Cinéma
- 2022 : Código emperador: Bramka
- 2023 : Beach House (ca) : Sonia
- 2025 : Bad Influence (Mala influencia) de Chlóe Wallace : Peyton[4]
- 2025 : El talento de Polo Menárguez : Idoia [5]

### Télévision
- 2021: Alba (es) : - (1 épisode)
- 2022: Aquí la Tierra: Elle-même (1 épisode)
- 2022: Si j'avais su: Elle-même (1 épisode)
- 2023: Cristo y Rey: cata
- 2023: Zorras: Emily
- 2023 - 2024: Élite: Chloe Silva

## Récompenses
| Année | Prix            | Catégorie         | série/film | Résultats |
| ----- | --------------- | ----------------- | ---------- | --------- |
| 2024  | Your's magazine | meilleure actrice | élite      | gagné     |